# 阮公欢
阮公欢（Nguyễn Công Hoan，1903年3月6日—1977年6月6日），越南作家，曾任首届越南作家协会主席和越南文学艺术联合会执行委员会委员等职。
1903年，阮公欢出生于北宁省顺成府文江县春梂总春梂社（今属兴安省文江县义柱社）一个没落的官僚家庭。八月革命前做过教员，并从事写作。八月革命后，在从事文学创作的同时，还在部队参加教育和报刊宣传工作。1954年和平恢复后专事写作。
1977年6月6日，阮公欢在河内去世。

## 创作
阮公欢1920年开始发表作品，一生中共创作20旧多篇短篇小说和近30部长篇小说。其中大部分是批判现实主义作品，反映在法国殖民主义统治下越南农村和城市劳苦大众的悲惨生活，揭露地主豪强和贪官污吏的奸恶残暴，暴露当时社会的黑暗和丑恶现象，在20世纪30年代在越南文坛上享有盛名。
主要作品有短篇小说《男角四卞》(1933)、《两个可怜虫》(1937)、《新角儿》(1936)，短篇小说集《农民与地主》(1955)；长篇小说《金枝玉叶》(1934)、《最后的道路》(1938)、《天亮前后》(1957)、《混耕混居》(1961)。代表作《最后的道路》被认为是接近革命现实主义的作品。他擅长写短篇讽刺小说，素以语言凝练、谈谐、讽刺力强而著称。